# Indianola (Nebraska)
Indianola è un comune degli Stati Uniti d'America, situato nello Stato del Nebraska, nella Contea di Red Willow.